# Rábatamási
Rábatamási là một thị trấn thuộc hạt Győr-Moson-Sopron, Hungary. Thị trấn này có diện tích 21,76 km², dân số năm 2010 là 998 người, mật độ 46 người/km².